# Emmanuel Pierre de Bethune

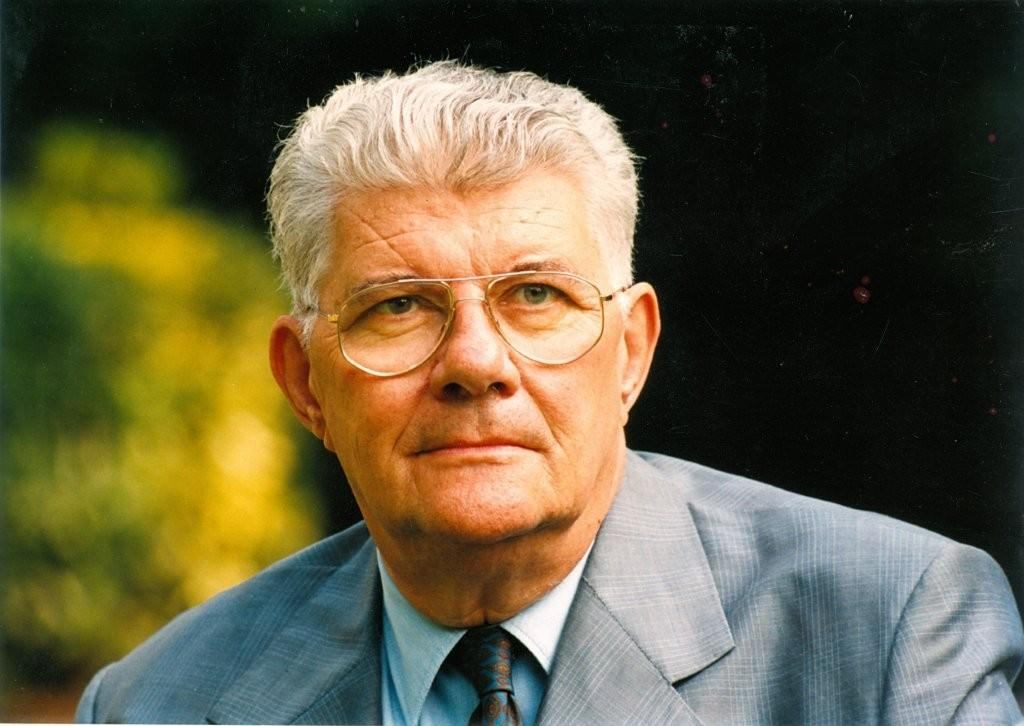
Emmanuel de Bethune

Emmanuel Pierre Marie Ghislain de Bethune (Marke, 18 juli 1930 – aldaar, 4 november 2011) was een Belgische politicus voor de CVP en CD&V. Hij was burgemeester van Marke en van Kortrijk.

## Familie
Baron Emmanuel de Bethune behoorde tot de adellijke familie De Bethune, waarvan de stamboom teruggaat tot midden 16e eeuw. Via de echtgenote van voorvader Jean Bethune was hij ook verwant met de familie Van Outryve d'Ydewalle.
Hij was de zoon van Jean-Baptiste Emmanuel de Bethune (1900-1981) en van barones Louise-Marie de Vinck (1901-1977). Zij hadden zes kinderen. De oudste zoon, Jean-Louis de Bethune (1929-1978) was priester in het bisdom Amiens. Twee zonen, Jacques (1932) en François (1936) werden benedictijn, respectievelijk in Maredsous en Clerlande.
Emmanuel was getrouwd met Margaretha van Cauwelaert de Wyels (geb. 1935) (dochter van Karel van Cauwelaert de Wyels), ze hadden vier kinderen, onder wie Sabine de Bethune, senator voor de CD&V en in 2011 voorzitter van de Senaat, Jean de Bethune, CD&V-schepen van economie in Kortrijk en voorzitter van de provincieraad van West-Vlaanderen en Emmanuel de Bethune, CD&V-schepen van openbare werken, mobiliteit en financiën in Roosdaal.

## Loopbaan
Na activiteiten in Belgisch-Congo, werd De Bethune ambtenaar op het Ministerie van Binnenlandse Zaken. Hij was onder meer betrokken bij het organiseren van de deelname van de gemeenten aan het Gemeentefonds, volgens criteria die via een computerprogramma gestuurd werden.
Hij was actief in de gemeentepolitiek in Marke en was er burgemeester van 1971 tot 1976. In 1977 werd Marke een deelgemeente van Kortrijk. De Bethune was zo de laatste burgemeester van Marke geweest. Na de fusie werd hij schepen in Kortrijk, waar hij later ook nog burgemeester zou worden.
Emmanuel de Bethune heeft gedurende een lange periode lokale politieke mandaten uitgeoefend:
- gemeenteraadslid van Marke (1965-1976)
- burgemeester van Marke (1970-1976)
- gemeenteraadslid van Kortrijk (1977-2000)
- schepen van Kortrijk (1977-1986 en 1989-1994)
- burgemeester van Kortrijk (1987-1989 en 1995-2000)
- provincieraadslid (1977-1986)

Binnen de CD&V behoorde hij tot de middenstandsvleugel.
De Bethune was ook voorzitter van de raad van bestuur van SPE en voorzitter van de Vlaamse Energie Holding.
Hij was eigenaar en bewaarder van een omvangrijke bibliotheek en privé-archief, die hij op professionele manier bewaarde en ontsloot, binnen de door hem opgerichte Stichting de Bethune.
De Bethune was ook actief in het hoger onderwijs als ondervoorzitter van de raad van bestuur van de Hogeschool voor Wetenschap & Kunst van 1995 tot 2011 en als voorzitter van de beleidsraad Sint-Lucas van 1995 tot 2011.

## Publicaties
- Vyve-kapelle. Een neogotische droom in 't Oosten van Brugge, in: Biekorf, 1978, blz. 313-320.
- Het kasteel van Marke, Marke, 1980.
- De bibliotheek van het kasteel van Marke, in: Vlaanderen, 2001, blz. 271-272.
- Esquisse généalogique de la famille de Bethune, Marke, 2002.
- Les Bethune sous l'Ancien Régime:une lignée courtraisienne originaire du Tournaisis, Brussel, Office généalogique et héraldique de Belgique, 2005.
- Gedachten en herinneringen : Kortrijk van 1964 tot 2000, Kortrijk, Groeninghe, 2006. ISBN 90-77723-47-1
- Le château de Marke. Deux cents ans d'histoire, Kortrijk, Stichting de Bethune, 2010